# Chalidż Masira
Chalidż Masira (arab. خليج مصيرة, Khalīj Maşīrah) – zatoka Morza Arabskiego położona u wybrzeży Omanu, na południe od wyspy Masira.